# NGC 3841
NGC 3841 ist eine Spiralgalaxie vom Hubble-Typ S im Sternbild Löwe an der Ekliptik. Sie ist schätzungsweise 282 Mio. Lichtjahre von der Milchstraße entfernt, hat einen Durchmesser von etwa 60.000 Lj und ist ein Mitglied des Leo-Galaxienhaufens Abell 1367.
Im selben Himmelsareal befinden sich u. a. die Galaxien NGC 3837, NGC 3842, NGC 3844, NGC 3845.
Die Typ-Ia-Supernova SN 2006oq wurde hier beobachtet.
Das Objekt wurde am 25. März 1827 vom britischen Astronomen John Herschel entdeckt.